# 단향과
단향과(檀香科, 학명: Santalaceae 산탈라케아이[*])는 단향목의 과이다.
주로 열대 또는 온대에 분포하며, 전 세계에 약 30속 400종 정도가 알려져 있다.
목본 또는 초본으로서, 엽록소를 가지고 대부분 다른 식물의 나무뿌리나 가지에 반기생한다. 잎은 마주나는 것도 있고 어긋나는 것도 있는데, 모양은 단순하고 턱잎이 없다. 꽃은 양성화 또는 단성화이고 작으며 엷은 녹색을 띠고 있다. 꽃덮이는 4-5갈래로 나뉘어 있거나 아랫부분에서 합쳐져 있으며, 1개의 암술이 있다. 씨방은 하위 또는 상위로, 3-5개의 심피로 이루어진 1개의 방으로 되어 있는데, 그 중앙의 축에는 보통 3개의 밑씨가 존재한다. 밑씨의 주피는 1개이거나 또는 전혀 없는 경우도 있다. 열매는 견과 또는 핵과로, 그 안에 1개의 씨가 있다.

## 하위 분류
- 겨우살이속(Viscum L.)
- 단향속(Santalum L.)
- 동백나무겨우살이속(Korthalsella Tiegh.)
- 제비꿀속(Thesium L.)
- Acanthosyris (Eichler) Griseb.
- Amphorogyne Stauffer & Hürl.
- Anthobolus R.Br.
- Antidaphne Poepp. & Endl.
- 난쟁이겨우살이속(Arceuthobium) M.Bieb.
- Buckleya Torr.
- Cervantesia Ruiz & Pav.
- Choretrum R.Br.
- Comandra Nutt.
- Daenikera Hürl. & Stauffer
- Dendromyza Danser
- Dendrophthora Eichler
- Dendrotrophe Miq.
- Elaphanthera N.Hallé
- Eubrachion Hook.f.
- Exocarpos Labill.
- Geocaulon Fernald
- Ginalloa Korth.
- Henslowia Blume
- Hylomyza Danser
- Jodina Hook. & Arn. ex Meisn.
- Lacomucinaea Nickrent & M.A.García
- Lepidoceras Hook.f.
- Leptomeria R.Br.
- Mida R.Cunn. ex A.Cunn.
- Myoschilos Ruiz & Pav.
- Nanodea Banks ex C.F.Gaertn.
- Nestronia Raf.
- Notothixos Oliv.
- Okoubaka Pellegr. & Normand
- Omphacomeria A.DC.
- Osyridicarpos A.DC.
- Osyris L.
- Phacellaria Benth.
- Phoradendron Nutt.
- Pilgerina Z.S.Rogers, Nickrent & Malécot
- Pyrularia Michx.
- Rhoiacarpos A.DC.
- Scleropyru Arn.
- Staufferia Z.S.Rogers, Nickrent & Malécot